# Barse (België)
Barse (soms ook wel Barse-lez-Huy genoemd) is een gehucht in de Belgische provincie Luik dat samen met het dorp Vierset deel uitmaakt van de deelgemeente Vierset-Barse van de gemeente Modave. Van 1795 tot 1822 was Barse een zelfstandige gemeente.
Het gehucht strekt zich uit langs de oostelijke vallei van het riviertje de Hoyoux en ligt ten westen van Vierset. Verder bestaat het gehucht nog uit de bossen ten oosten van deze vallei. Tot in 1962 had Barse een station langs de spoorlijn van Hoei naar Ciney.

## Geschiedenis

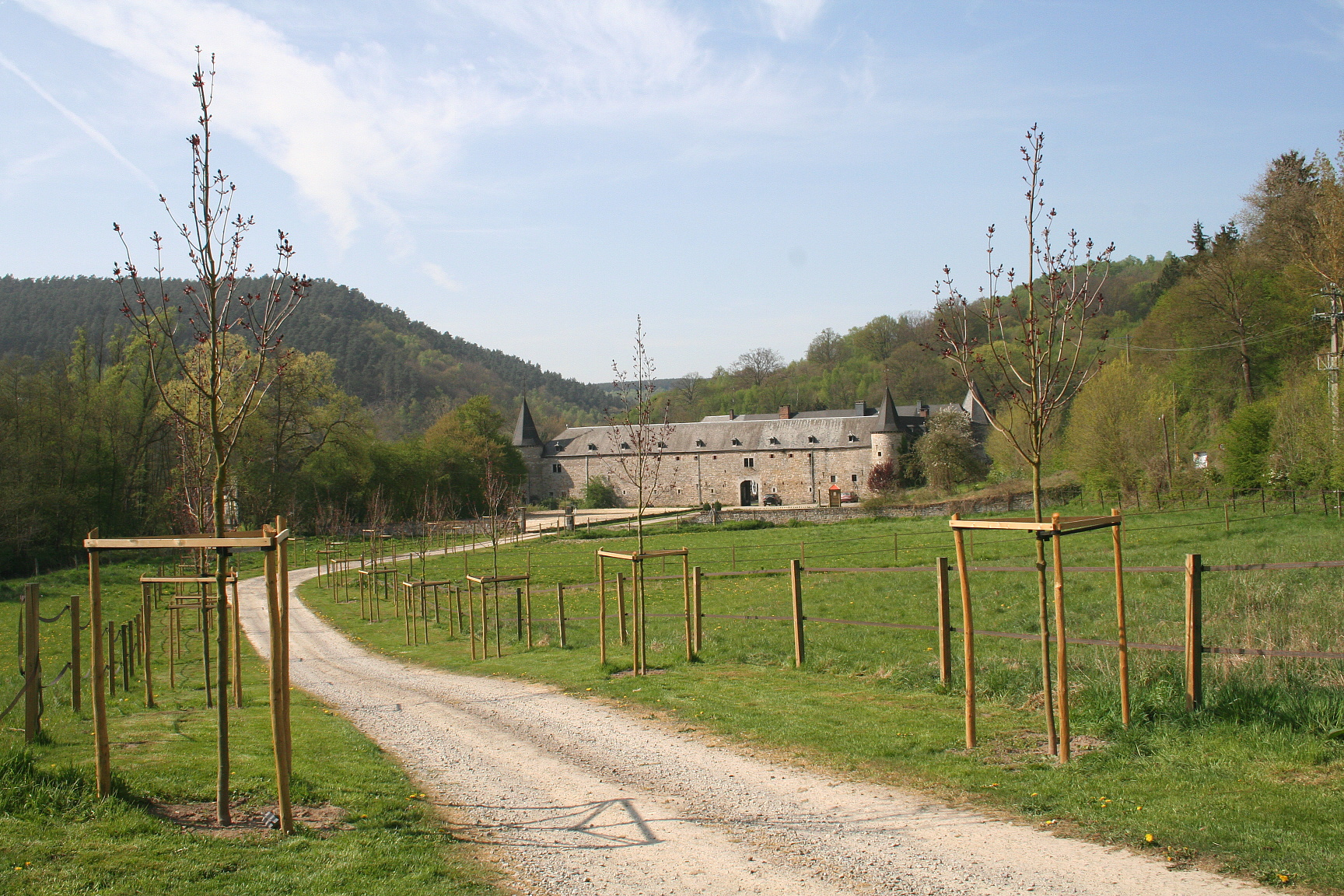
Kasteelhoeve van Barse

Barse is ontstaan in de omgeving van een burcht uit de 11e eeuw langs de Hoyoux die in 1314 werd vernield door de burgers van Hoei. Het was een zelfstandige heerlijkheid die in 1232 in leen werd gegeven aan het prinsbisdom Luik. Vanaf het einde van de 13e eeuw waren de heerlijkheden Vierset en Barse beiden in het bezit van de familie de Beaufort. Aan hun gemeenschappelijke geschiedenis kwam een einde in 1410 toen Barse rechtstreeks bezit werd van het prinsbisdom en ze overliet aan Willem van Beieren. Tijdens het ancien régime zou de heerlijkheid nog enkele malen van eigenaar veranderen.
Bij de vorming van de gemeenten in 1795 werd Barse een zelfstandige gemeente. Kerkelijk bleef het gehucht steeds afhangen van de parochie Vierset. Wegens het ontbreken van een dorpskern en het geringe aantal inwoners werd Barse in 1822 bij Vierset gevoegd. Op dat ogenblik telde Barse 95 inwoners. De nieuwe fusiegemeente kreeg de naam Vierset-Barse.

## Bezienswaardigheden
- De ruïne van de oude burcht uit de 11e en 12e eeuw
- De kasteelhoeve van Barse. De hoeve met drie hoektorens dateert van de 17e eeuw
- De molen van Barse langs de Hoyoux die ter plaatse een bypass vormt. De watermolen dateert van voor 1777 en is van het onderslagtype. Enkel het metalen rad met houten schoepen is nog aanwezig.

Deelgemeenten: Modave · Outrelouxhe · Strée · Vierset-Barse

Overige dorpen en gehuchten: Barse · Les Communes de Strée · Les Gottes · Limet · Linchet · Petit-Modave · Pont-de-Bonne · Rawsa · Romont · Saint-Jean-Sart · Vierset

Belgische gemeenten · arrondissement Hoei · provincie Luik · Wallonië